# Labergement-Sainte-Marie
Labergement-Sainte-Marie és un municipi francès situat al departament del Doubs i a la regió de Borgonya - Franc Comtat. L'any 2007 tenia 1.021 habitants.

## Demografia

### Població
El 2007 la població de fet de Labergement-Sainte-Marie era de 1.021 persones. Hi havia 418 famílies de les quals 122 eren unipersonals (59 homes vivint sols i 63 dones vivint soles), 126 parelles sense fills, 150 parelles amb fills i 20 famílies monoparentals amb fills.
La població ha evolucionat segons el següent gràfic:
Habitants censats

### Habitatges
El 2007 hi havia 566 habitatges, 429 eren l'habitatge principal de la família, 84 eren segones residències i 53 estaven desocupats. 282 eren cases i 277 eren apartaments. Dels 429 habitatges principals, 291 estaven ocupats pels seus propietaris, 120 estaven llogats i ocupats pels llogaters i 18 estaven cedits a títol gratuït; 11 tenien una cambra, 37 en tenien dues, 79 en tenien tres, 94 en tenien quatre i 209 en tenien cinc o més. 360 habitatges disposaven pel capbaix d'una plaça de pàrquing. A 173 habitatges hi havia un automòbil i a 218 n'hi havia dos o més.

### Piràmide de població
La piràmide de població per edats i sexe el 2009 era:
| Homes | Edats   | Dones |
| ----- | ------- | ----- |
| 0     | 95 o +  | 4     |
| 0     | 90 a 94 | 4     |
| 8     | 85 a 89 | 12    |
| 0     | 80 a 84 | 8     |
| 4     | 75 a 79 | 12    |
| 20    | 70 a 74 | 8     |
| 40    | 65 a 69 | 28    |
| 8     | 60 a 64 | 20    |
| 16    | 55 a 59 | 16    |
| 24    | 50 a 54 | 16    |
| 24    | 45 a 49 | 24    |
| 36    | 40 a 44 | 20    |
| 48    | 35 a 39 | 36    |
| 44    | 30 a 34 | 56    |
| 40    | 25 a 29 | 48    |
| 16    | 20 a 24 | 16    |
| 28    | 15 a 19 | 16    |
| 28    | 10 a 14 | 24    |
| 36    | 5 a 9   | 52    |
| 52    | 0 a 4   | 36    |

## Economia
El 2007 la població en edat de treballar era de 682 persones, 555 eren actives i 127 eren inactives. De les 555 persones actives 533 estaven ocupades (280 homes i 253 dones) i 23 estaven aturades (9 homes i 14 dones). De les 127 persones inactives 41 estaven jubilades, 51 estaven estudiant i 35 estaven classificades com a «altres inactius».

### Ingressos
El 2009 a Labergement-Sainte-Marie hi havia 446 unitats fiscals que integraven 1.075,5 persones, la mediana anual d'ingressos fiscals per persona era de 24.081 €.

### Activitats econòmiques
Dels 60 establiments que hi havia el 2007, 2 eren d'empreses alimentàries, 3 d'empreses de fabricació d'altres productes industrials, 14 d'empreses de construcció, 9 d'empreses de comerç i reparació d'automòbils, 2 d'empreses de transport, 4 d'empreses d'hostatgeria i restauració, 3 d'empreses financeres, 3 d'empreses immobiliàries, 11 d'empreses de serveis, 6 d'entitats de l'administració pública i 3 d'empreses classificades com a «altres activitats de serveis».
Dels 26 establiments de servei als particulars que hi havia el 2009, 1 era una oficina de correu, 1 funerària, 2 tallers de reparació d'automòbils i de material agrícola, 1 taller d'inspecció tècnica de vehicles, 1 autoescola, 3 paletes, 3 guixaires pintors, 1 fusteria, 3 lampisteries, 1 electricista, 1 empresa de construcció, 3 perruqueries, 4 veterinaris i 1 restaurant.
Dels 6 establiments comercials que hi havia el 2009, 1 era una botiga de més de 120 m², 1 una botiga de menys de 120 m², 1 una fleca, 1 una peixateria, 1 una botiga d'electrodomèstics i 1 una botiga de mobles.
L'any 2000 a Labergement-Sainte-Marie hi havia 12 explotacions agrícoles que ocupaven un total de 531 hectàrees.

## Equipaments sanitaris i escolars
El 2009 hi havia 1 centre de salut i 1 farmàcia.
El 2009 hi havia 2 escoles elementals. Labergement-Sainte-Marie disposava d'un col·legi d'educació secundària amb 112 alumnes.

## Poblacions més properes
El següent diagrama mostra les poblacions més properes.